# Prémio Professor Louis Baes
O Prémio Professor Louis Baes é um galardão criado em 1960 pela Académie royale des sciences, des lettres et des beaux-arts de Belgique.
Este prémio bienal, criado para homenagear Louis Baes (1883-1961), distingue a melhor investigação efectuada por um cientista da União Europeia, no campo de elasticidade, plasticidade, resistência dos materiais e estabilidade dos edifícios.

## Laureados[2]
- 1963 — Charles Massonnet
- 1963 — Marcel Save
- 1965 — Maurice Roy
- 1969 — Guy Sander
- 1971 — Jean Kestens
- 1971 — Roger Van Geen
- 1973 — René Maquoi
- 1975 — Jean Ebbeni
- 1977 — Jean Widart
- 1977 — Alain Scailteur
- 1979 — Yves Rézette
- 1981 — Jean-Claude Dotreppe
- 1983 — Hung Nguyen Dang
- 1985 — Philippe Jetteur
- 1987 — André Preumont
- 1989 — Vincent de Ville de Goyet
- 1991 — Anne-Marie Habraken
- 1993 — Alain Delchambre
- 1995 — Mouhazab Sahloul
- 1997 — Jean-Luc Bozet
- 1999 — Pierre Latteur
- 2001 — Hervé Degée
- 2003 — Nicolas Boissonnade
- 2005 — Stéphanie Staquet
- 2007 — Viviane Warnotte